# 1875 în literatură
Anul 1875 în literatură a implicat o serie de evenimente și cărți noi semnificative.  